# نجمة الفارس أحادية السداة
نجمة الفارس أحادية السداة (الاسم العلمي:Hippeastrum monanthum) هي نوع من النباتات تتبع جنس نجمة الفارس من الفصيلة النرجسية.